# 冲拉亚岁
冲拉亚岁是西藏每年在达赖喇嘛诞辰之日举行的一个传统节日。
冲拉亚岁的习俗最早起于第七世达赖喇嘛时期。当时在拉萨噶玛贡桑之南修建了一座小寺庙以供奉达赖喇嘛出生之神（“冲拉”即为藏语“出生之神”之意），称为“冲拉神殿”。寺庙所在的村庄后来便也得名“冲拉村”（今为拉萨市纳金乡塔玛村）。传统上每年在该日冲拉村会举行庆典以纪念达赖喇嘛生辰，并有煨桑、撒糌粑等习俗。1999年，西藏自治区政府将冲拉亚岁定性为非法活动并予以取缔，认为该习俗是“达赖集团”进行分裂活动的一个图谋。此后，冲拉村也被更名为“塔玛村”（藏语“红旗村”之意）